# Sułkowszczyzna
Sułkowszczyzna (ukr. Сулківщина) – część miasta Mościska  na Ukrainie, w obwodzie lwowskim, w rejonie mościskim. Leży w południowo-zachodniej części miasta. Dawniej samodzielna wieś.
W II Rzeczypospolitej do 1934 samodzielna gmina jednostkowa. Następnie miejscowość należała do zbiorowej wiejskiej gminy Mościska w powiecie mościskim w woj. lwowskim. Sułkowszczyzna utworzyła wtedy gromadę, składającą się z miejscowości Sułkowszczyzna i Parcelacja.
Podczas II wojny światowej w gminie Mościska w Landkreis Lemberg w dystrykcie Galicja (Generalne Gubernatorstwo). Liczyła wtedy 1074 mieszkańców. Po wojnie w Związku Radzieckim.